# Vitalij Lux
Vitalij Lux (* 27. Februar 1989 in Karabalta, Kirgisische SSR, Sowjetunion) ist ein kirgisischer Fußballnationalspieler, der seinen Wohnsitz in Deutschland hat.

## Karriere

### Verein
Lux begann seine Karriere beim unterklassigen bayerischen Verein FV Weißenhorn. Danach folgte eine Station bei der TSG Thannhausen. Seine bislang erfolgreichste Zeit hatte er zwischen 2010 und 2014 beim FV Illertissen, für den er in 69 Ligaspielen 31 Tore erzielen konnte. 2013 scheiterte er mit Illertissen in der ersten Runde des DFB-Pokals an Eintracht Frankfurt. Nach einer eher erfolglosen Station beim FC Carl Zeiss Jena wechselte er 2015 zur zweiten Mannschaft des 1. FC Nürnberg, wo er die SpVgg Unterhaching auf sich aufmerksam machte.
In der Winterpause 2015/16 schloss er sich Unterhaching an und konnte in der folgenden Saison den Aufstieg in die 3. Liga feiern. Dort gab er mit seinem Einwechslung für Thomas Steinherr bei der 0:3-Niederlage gegen den SV Werder Bremen II am 22. Juli 2017, dem 1. Spieltag der Saison 2017/18, sein Debüt im Profifußball. Sein erstes und bislang einziges Tor in der 3. Liga erzielte er für Unterhaching beim 4:0-Heimsieg gegen den SV Meppen am 23. September 2017 (10. Spieltag). Insgesamt kam er in der für Unterhaching erfolgreich verlaufenen 3. Liga-Saison in 10 Einsätzen jedoch nur zu 159 Einsatzminuten und konnte sich somit nicht dauerhaft durchsetzen.
Sein zum Saisonende auslaufender Vertrag wurde nicht verlängert, woraufhin er sich erneut dem SSV Ulm 1846 anschloss. Beim 2:1-Erfolg in der ersten Hauptrunde des DFB-Pokals 2018/19 gegen den amtierenden Titelträger Eintracht Frankfurt erzielte Lux den Treffer zur zwischenzeitlichen 2:0-Führung für Ulm. In der anschließenden Hinrunde war er über weite Strecken Stammspieler, ehe er nach der wegen der Teilnahme an der Asienmeisterschaft 2019 verpassten Vorbereitung auf die Rückrunde zunächst ins zweite Glied rückte und zeitweise nur als Einwechselspieler eingesetzt wurde. In der Hinrunde der folgenden Spielzeit kam er kaum noch zum Einsatz und, nachdem er bis zur Winterpause insgesamt 194 Spielminuten auf vier Einsätze verteilt absolviert hatte, wurde der im Sommer 2020 auslaufende Vertrag vorzeitig am 31. Januar des Jahres aufgelöst.
Anschließend wechselte Lux zu Türkspor Neu-Ulm in die württembergischen Landesliga Staffel II. Aufgrund der Corona-Pandemie kam er dort nur auf zwei Einsätze, ehe sein Vertrag zum 31. Juli 2020 endete. Danach schloss er sich dem TuS Geretsried in der bayerischen Landesliga Südwest an. Mittlerweile ist er dort aber nur noch sporadisch für die Reservemannschaft in der Kreisliga aktiv.

### Nationalmannschaft
Am 11. Juni 2015 debütierte Lux beim 3:1-Sieg im WM-Qualifikationsspiel gegen Bangladesch für die kirgisische Fußballnationalmannschaft. Beim 2:0-Sieg ebenfalls gegen Bangladesch am 13. Oktober 2018 erzielte Lux sein erstes Länderspieltor. Bei der Fußball-Asienmeisterschaft 2019 in den Vereinigten Arabischen Emiraten erzielte Lux beim 3:1-Sieg gegen die Philippinen alle drei Treffer für Kirgisistan und schoss seine Mannschaft damit als einen der besten Gruppendritten ins Achtelfinale.

## Persönliches
Lux absolvierte eine Ausbildung zum Groß- und Außenhandelskaufmann. Ende Juli 2020 lebte er mit seiner Freundin in Wolfratshausen und absolvierte eine Ausbildung zum Personal- und Fitnesstrainer.